# イグジストアーカイヴ -The Other Side of the Sky-
『イグジストアーカイヴ -The Other Side of the Sky-』（イグジストアーカイヴ ジ アザーサイド オブ ザ スカイ）は、スパイク・チュンソフトより2015年12月17日に発売されたゲームソフト。PlayStation 4・PlayStation Vitaのマルチプラットフォーム。

## 概要
開発担当にスターオーシャンシリーズやヴァルキリープロファイルシリーズといった人気シリーズを手がけてきたトライエース、キャラクターデザインに箕星太朗、作曲に桜庭統を迎えた、スパイク・チュンソフトの新規IPによるRPG。
『死』に弄ばれる、12人の若者達の群像劇を描いた現代ファンタジーアクションRPG。
ターン制RPGとアクションゲームをミックスした仕様で多彩なアクションを駆使してダンジョンを攻略しつつ、戦闘では攻撃行動が事前設定したものに限定され、魔法に使用制限があるものの定められた行動力内で比較的自由に行動出来るというのが最大のウリ。レア度の高いアイテムの獲得など多くのやり込み要素を備える。
また舞台となる『プロトレクサ』が純粋な球体ではなく、螺旋構造の人工惑星で基本横スクロールという仕様との矛盾を解消している。
『週刊ファミ通』のクロスレビューではゴールド殿堂入りした。

## 深刻な問題
VITA版ではエラーが非常に多く発生する。現時点で最新バージョンであるVer1.04においても解消されておらず下記のようなエラーが頻繁に発生する。また、過去のバージョンによるセーブデータにはそのものの損傷がある為、最新バージョンでの最初からやり直しプレイが推奨される。
- デモンズ・グリード発動時に強制終了する。戦闘開始やその他の場面でも発生。
- キャラクターのパーツが表示されなくなる（瞳が消失したり顔自体が表示されない等様々）。
- リザルト画面で明らかにおかしい内容（既に完全攻略したダンジョンであるのに攻略状況が途上であるかのように表示される等）
- 画面切り替え時の読み込みに失敗してフリーズする。

## ストーリー
十二分割された邪神ヤマトガの魂を偶然身に宿した十二人の若者たちは、東京の爆発事故によって命を落とし、死者の魂を管理する星プロトレクサに召喚される。
召喚者である星の管理者アマツメに対し、主人公の九条 遼（くじょう かなた）たちは地球に帰すことを求めるが、『魂が揃うことによる邪神復活の阻止』と『召喚による力の消耗』、これらの理由により拒否をされる。  現状のヤマトガはカナタの右手に本体を宿しているが、行動権限の殆どが失われているため、カナタの意思が優先される。ヤマトガから与えられた不死の力で身体を癒し、ゼノファクターの技術によって人間の限界を超えた戦闘力を発揮できる。その力でプロトレクサを害する魔物ヴァリアントやシャサールを倒しながら、散り散りに漂着した同じ境遇の仲間たちと合流し、塔の居住区で交流を深めていく。  探索の中で、『存在結晶』と呼ばれる残留思念の結晶からの声を通じ、自身の他愛もない過去や、地球で過ごす家族の様子をそれぞれが垣間見る。地球へ帰る決意を固める者が多い中、記憶のない少女月舘まゆら（つきしろ　まゆら）は、両親の心配する声を聞きながらも帰りたいとは思えず、不安を感じていた。仲間たちの存在結晶をアマツメに捧ぐことで、彼女のエネルギーは徐々に回復していく。更には、カナタたちの感情に触れた影響で、はじめは無機質なシステムであったアマツメも人間めいた心が芽生えていく。
魂を食らう種であるシャサールの真祖ゼノビアは、黒い存在結晶をカナタにゆだね、アマツメに捧げることで現状の打破を提案する。それを渡せば新たな感情がアマツメに宿るとしても、ヤマトガが邪神化した原因がゼノビアの存在結晶であるため、怪しいことは明白だった。そしてゼノビアは、十二人のうち一人冥寺カガト（みょうじ　かがと）を保護している。ただし彼は自らの意思でゼノビアの許におり、遭遇の際にはアマツメを殺そうとした。アマツメをかばい、不死の人間をも殺せるカナタを、カガトは敵とみなす。  ゼノビアは種の存亡のためにプロトレクサのイグジストアーカイヴ掌握の準備を進め、星の動力炉を占拠していく。プロトレクサでの生活は安定していたが、地球に帰るためには危険な戦いへと向かわなければならない。強大な敵を前に、カナタたちには更なる戦力が必要となる。仲間を地球へ送還し、分割された邪神の魂をカナタに吸収させることで、能力を格段に向上させる方法がある。ただし十二の魂が揃うことによる邪神復活を、アマツメは許可できない。実質それは、ヤマトガ本体を宿すカナタが地球へ帰還できなくなる手段でもあった。  カナタの提案した案に仲間たちは、独断の自己犠牲に怒りを見せ、彼らの説得に悩むことになる。しかし仲間たちも、現状での最適解でもあるカナタの決断を受け止めてくれていた。地球へ帰りたがっていたはずの仲間たちは、最後までカナタと一緒に戦う意思を誓う。送還はカナタの任意で一人ずつ行い、戦線離脱の前後にカナタへ託す想いを聞くことができる。
仲間の絆と共に戦い進めるが、カガトを強制送還できないまま逃がし、メインの動力炉をゼノビアに奪われ、アマツメの機能は一時停止する。  帰還するため、プロトレクサの魂を護るため、塔の中枢まで侵略したゼノビアとの最後の決戦に挑む。
カナタの選択により、大きく分けて三つの結末に分岐する。
不死の呪い
アマツメの機能回復までに中枢を乗っ取ることができなかったゼノビアは、一族の絶滅という敗北を受け入れ、塔の崩壊に巻き込まれた。  人の心に感化されたアマツメは、命果てたゼノビアとカガトの二人を、未来のある星へと転生させる。カガトが地球に帰れないことはつまり、十二の魂も揃わなくなったため、カナタも地球への帰還が可能となった。仲間が残留している場合、みなと喜び合い、特に交流の深い相手との会話を経て、全員が地球に帰還する。  しかし、そこにまゆらはいなかった。地球での彼女は長年、意識不明の患者だった。プロトレクサでは自由に過ごしていたまゆらの現実にカナタは嘆くが、ヤマトガの不死の力でまゆらは目を覚まし、全員の再会が叶う。  不死の未来に「せいいっぱい、苦しめ」とヤマトガは静かに告げた。
無限の時間
黒い存在結晶の影響でアマツメは邪神と化し、ゼノビアの思惑通りにプロトレクサの管理システムは崩壊した。暴走するアマツメを撃破したものの、それは地球へ帰る手段を失う意味でもある。  帰れるのは百年後かもしれないが不死の身ならば時間は無限にあるのだから焦ることはない、といった残酷な言葉をゼノビアは告げ、カナタを絶望させる。
邪神カナタ
自分だけが地球に帰ることを決めたカナタは誰一人送還せず、ゼノビアを撃退したのち、アマツメも惨殺した。不穏な感情を隠し通していたカナタの突然の行動に、仲間たちは動揺や怒り、凶行を止めるため武器を向ける。  ほどなく全員を殺し終えたカナタへ、ヤマトガは「これで良かったのか？」と尋ねる。これがカナタが自分の意思で選んだ世界の姿だった。

## ゲームシステム

### 基本ゲームシステム
アクション仕立てのダンジョン攻略とヴァリアントたちとのターン制戦闘で成り立つ。存在結晶の回収や仲間の探索、ボス討伐といった目的達成を果たすことが基本攻略。ヤマトガの意志と共に在るため、決して外すことが出来ない遼と任意に選んだ3人のメンバーでパーティが編制される。また、存在結晶の奉納によりアクティブキャラクターである遼はダンジョンの完全攻略に必要な「エアリアルジャンプ（二段ジャンプ）」「スライディング」「空中ダッシュ」といった新アクションを徐々に獲得していく。またアマツメの能力回復により不要アイテムの処分と必要アイテムの購入というショップ機能も持つようになり、組成可能なアイテムの種類も回復具合で増える。

### 戦闘
エネミーアイコンとの接触により戦闘が発生する。その際に遼がエネミーアイコンを攻撃をしていた場合は必ず「先制」となり、パーティ共通の行動力ゲージが尽きるまで行動可能となる。各キャラクターは配置毎にボタン対応しており、ボタンを押す毎に事前設定した3つの攻撃アクションや魔法を発動する。ただし、クラスごとに制約があり、行動回数にも制限がある。特に魔法職は基本的に1ターンに1行動しか出来ず、レベルの高い強力な魔法の発動には複数ターンを要する。回復アイテムの使用はスタートボタンから可能だが基本的に使用に必要な行動力が多い。落下時の接触では「先制」と「後攻」が判定され、不意をつかれたり背後から接触されるなどした場合は「後攻」となる。基本的に敵の数が多い状態で相手の先制を許すと味方に甚大な被害が出る。攻撃のガードについてもボタン対応。タイミング良く押すことで攻撃を弾くことが出来たり、敵の攻撃でガードを崩されて再度ガードする必要も生じる。ガードについても行動力ゲージがあり、再ガードはゲージの許す限り可能。
タイミング良く攻撃を繋げるコンボやサポートスキルによりグリード・ゲージが溜まる。物語が進むとヤマトガの力によるデモンズ・グリード（必殺技）が発動させられるようになる。ただし、デモンズ・グリードの威力と対象（全体or単体）には個人差があり、発動キャラは行動力をほぼ使い切る。また、ゲージは相手ターンの攻撃で下がり、また自ターンでも敵の行動阻害やカウンター攻撃などを許すと減少する。最大400％まで溜められ、4人連続のデモンズ・グリード発動も可能。
ローテーションによる配置の変更が可能で残りHPが危険域のキャラクターを後方に回すことが出来る。基本的に前列左（対応ボタン□）が最も被弾率が高く、右後方（対応ボタン○）が最も安全。ただし、フォーメーションを前進させて攻撃するため後列配置のキャラクターを前進させすぎると前列配置のキャラクターが敵と接触してダメージを貰う可能性が高くなるというリスクも生じる。
全員が戦闘不能に陥るとゲームオーバーではなく、攻略失敗となる。（この世界では死なない身体という設定ゆえ）ペナルティーとして参加メンバー相互の感情度が下がる。
通常モードではごく稀に、物語終盤のイベント以降に解放されるグリード・モードではほぼ必ずチェインエンカウント（連戦）が発生する。通常モード時の連戦ではグループ掃討時の回復とグリード・ゲージの持ち越しにより、逆に戦いやすいということも生じるが、グリード・モード時は回復がなく、アイテム効果も低いためハイリスク。得られる経験値は個別に倒した場合よりボーナス発生で多くなる。グリード・モードでは正にハイリスクハイリターンで獲得経験値が倍近くになることも多い。また、アイテムの獲得率も上昇し、レアアイテム率も高くなるので獲得アイテムが数頁になることも。ただし、所持出来るのは各種100個までという制限があり、グリードモードでの殲滅戦を乱発すると溢れてその場での処分（捨てる）を余儀なくされる。

### クラス

#### 直接物理攻撃系
フェンサー
攻撃範囲はそれなりに広く、行動力消費も割合に低め。装備可能武器は大剣。
サムライ
攻撃範囲は狭いが単体に対する攻撃性能が高い。装備可能武器は刀。
ランサー
攻撃範囲がフェンサーよりも広くなり、突進攻撃などもある。装備可能武器は薙刀。　
テイマー
攻撃範囲は広く、ターゲット以外の敵にもダメージを与えられる。装備可能武器は鞭剣。

#### 間接物理攻撃系
ガンナー
派手なアクションで飛び回って銃を乱射する。装備可能武器は二丁拳銃。
バウンサー
単発の爆破を発生させるトリッキーな性能。装備可能武器はランチャー。
ベルセルク
剣と銃をミックスしたクラス。攻撃手段もミックスした形になるが原則単体攻撃。装備可能武器は剣＆銃。
グリムリーパー
鎌を投げつけるクラスで軌道の変更やターゲットへの連続攻撃など多彩。装備可能武器は鎌。　

#### 魔法系
フレイム・マギ
火属性の魔法を得意とし、攻撃系補助魔法を習得する。装備可能武器は手甲。
ストーム・マギ
風属性の魔法を得意とし、回復魔法を習得する。装備可能武器はオーブ。
フリーズ・マギ
水属性の魔法を得意とし、防御系補助魔法を習得する。装備可能武器はタクト。
ライトニング・マギ
雷属性の魔法を得意とし、敵弱体化魔法を習得する。装備可能武器は杖。

### スキル
スキルの種別は「アタック」「ガード」「サポート」「ドロップ」の4種類。クラスごとに習得出来るスキルが異なり、SP（スキルポイント）の支払いで習得する。
本作の最大の特徴が人間関係が良いと発生しやすくなる「ラーニング」。クラスとスキルをラーニング元となるキャラクターのクラス・スキルLvまで習得可能になる。実際には「常時パーティメンバー」という仕様によりメンバー全員と必然的に仲良くなる遼に各個人が習得したスキルを集約・再分配する形となることが多い。
特定メンバーの感情度がお互いに高まるとミックスアップという編制スキルを習得・発動出来るようになる。

### 感情度
12人のキャラクターは相互に感情度という要素が設定されている。もともと知り合いだった関係では比較的高くなりやすく、プロトレクサで知り合った関係だと初期では最低値。各キャラクター間で「相手からの感情度」と「相手に対する感情度」があり、主にラーニングに影響する。相手に対する感情度では親しい関係の中でもとりわけ高い一人だけが最大値にあたる「大好き」、「大親友」になる。

### コレクション
武器・防具・アクセサリーなどのドロップアイテムには種類の他にレア度があり同種武器でも付属する称号効果により性能が変化する。この「称号集め」もコレクション要素。レア度が高い武器は本来上位に位置する低レア度の武器よりも性能面で上回ることもある。
存在結晶はストーリー進行にも関わる巨大な存在結晶の回収後にミニ存在結晶が各ダンジョンに配置される。ミニMAPでは表示されないが集めると封じられた会話が確認でき、各キャラクターへの理解が深まる。存在結晶の項目で回収状況を確認出来る。終盤の選択次第で遼（とクリア後に加わる3人）を除くメンバーは6つ揃えるとアマツメの力で地球に帰還させられる。

### その他の要素
各ダンジョンは攻略状況に応じてAからDまでの4段階評価され、それに応じてボーナスアイテムが支給される。完全攻略（宝箱にあたるアイテムポッドを全て回収し、踏破率を100％にする）に成功するとレアアイテムが支給される。また段階が設定され初級をクリアすると中級が解放される条件を満たす。条件を満たしている場合は進行状況に応じて上位が解放される。ただし、既に回収済みのアイテムポッドは回収済みの状態。配置される敵が強くなるかわりにドロップアイテムが上位に変化する形になる。
PSNに接続しているとダンジョン毎にホットスポットというのが順位付けされる。これは他のプレイヤーたちが多く攻略しているダンジョンを示し、ホットスポットではトライアルイベントが発生しやすくなる。これは達成するとAMP変換専用アイテムが得られ、参加メンバーの感情度が上がる。またボスの迅速撃破を競う「スピードラン」が追加される。スピードランでは規定タイム内で撃破すればボーナスアイテムが支給され、タイムが極めて良い場合はランキング入りする。
マルチエンディングで4つの結末が用意されている。劇中でとった選択によって分岐する。分岐後データからの再開はそれぞれハンデキャップとなる状況に置かれる。クリア後データからレベル、スキル、アイテム、感情度、獲得アクションなどをそのまま引き継いだ状況での再スタートが可能になっている。
クリア後にあるダンジョンに赴くことで「番外編」が始まる。その内容は製作段階でボツにされたボツカナタとボツランゼから真の主人公とヒロインの座をかけて戦いを挑まれるというもの。二人との戦いの過程でカガトも仲間に加わる。内容は本編とは全く無関係とされる。
小存在結晶はカナタを除いて各人3つずつ集まらない。またカガトの存在結晶もない。当人をプロトレクサから帰還させた後、残る3つが各結晶動力炉攻略時に入手可能となる。
ダウンロードコンテンツにより、衣装の変更が可能になる。水着など課金対象も多いが、スターオーシャン5コラボやヴァルキリープロファイルコラボ、年始記念などの無料コンテンツも多い。

## 登場キャラクター

### プレイヤーキャラクター
九条 遼（くじょう かなた）
声 - 逢坂良太
17歳　身長173cm　9月3日生まれ　初期クラスはフェンサー。
照臨の右腕（しょうりんのうわん）およびヤマトガの意志の保持者。
本作の主人公。大企業の経営者である父親と母親のもとに生まれ、非常に裕福な家庭で育つ。神河蘭世とは7歳のころからの知り合いで、成人後に結婚することが双方の両親により決められている。光秀、小春とは同じ高校の親友。性格は冷静沈着であり理知的で慎重。リーダーという柄ではないと自覚しつつ、ヤマトガの意志と共にあることもあってリーダーになった。本人は他に向いている人がいると思っている。なにも変える必要がない恵まれた生活を送っていた。死に際して蘭世から「あなたと死ぬのはイヤ」と告げられたことに対し複雑な心中を抱えるがまゆらや他の仲間と出会い交流を深めるうちに成長していく。
神河 蘭世（みわかわ らんぜ）
声 - 遠藤綾
17歳　身長165cm　12月23日生まれ　初期クラスはランサー。
摂理の鵬翼（せつりのほうよく）の保持者。
本作のヒロイン。伝統と格式の高い大きな道場の娘。才色兼備の美人であり九条遼の婚約者。2人は7歳のころからの知り合いかつ同級生。笑い上戸。道場の鍛錬で培った薙刀術を実戦に生かしている。また優等生気質で周囲から頼りにされることが多く、集団生活の規律維持も彼女の役回り。無気力で現状維持傾向のカナタに対し割り切れない感情を抱いていたが存在結晶の入手では幼少期の不器用で可愛げのあった遼との想い出や、プロトレクサで逞しく成長していく遼を見て好意を再確認する。
月舘 まゆら（つきしろ まゆら）
声 - 茅野愛衣
16歳　身長150cm　5月25日生まれ　初期クラスはストーム・マギ。
不破の御盾（ふわのみたて）の保持者。
異星プロトレクサで九条遼が最初に出会う、彼と同じ髪の色をした少女。自分の名前以外の記憶がなく、ミステリアスな雰囲気に対し、天真爛漫な性格で見た目よりも幼さを感じさせる。世間知らずで些細な事柄にも感動し、怖いモノ知らずでやや天然の気もある。ポジティブで様々なことに挑戦している。存在結晶の発する声により徐々に地球での自分を自覚していくようになり、仲間が地球に帰ることを切望する中戻ることを躊躇っている。
まゆらの真実についてはトゥルーエンディングで明かされる。
霧谷 時久（きりや ときひさ）
声 - 柿原徹也
18歳　身長155cm　7月13日生まれ　初期クラスはサムライ。
繚乱の従剣（りょうらんのじゅうけん）の保持者。
九条遼たちが異星プロトレクサで出会う青年。自分は善人でないといい放ち、孤独を好む反面情に厚く仲間思い。釣りが趣味であり、並々ならぬ情熱がある。地球では不良少年グループのリーダーだった。ヤマトガが憑依先を選択できたのなら遼ではなくキリヤを選んだと発言している。過去にチームの仲間を冥寺僂人に殺害されるという経験をしており、復讐を成すために地球への帰還を望んでいた。しかし仲間たちの命を奪った僂人もまたプロトレクサに召喚されていることを知り、激情に駆られて冷静な判断力を失う。合流した僂人の双子の妹である閻美に激昂しかけるが、彼女自身には関係がないことやプロトレクサで出会った仲間達との絆により冷静さを取り戻していく。
南木 小春（なぎ こはる）
声 - 徳井青空
17歳　身長153cm　12月1日生まれ　初期クラスはフレイム・マギ。
螺旋の双尾（らせんのそうび）の保持者。
九条遼と同じ高校に通う同級生で、神河蘭世と親友の明るく元気な少女。生まれた時から幼馴染である城玄光秀と共にプロトレクサに到着後ヴァリアントに胸を刺し貫かれて殺害されたがヤマトガによる不死の力により復活。登場当初は見知らぬ世界で殺される経験をして酷く落ち込んでいたが、まゆらの励ましにより普段通りのムードメーカーが顔を出すようになる。空気が読めないが裏表がなく憎めない性格で老若男女分け隔てなく接しヤマトガや轟なめろうに対しても物怖じしない。料理の技術が壊滅的であり、調理した食事が敵を混乱状態にする戦闘アイテムとして使用される。家族想いで存在結晶から聞こえる母や父、飼い犬のコタローの声を聞く度に地球に帰りたいと切望している。
城玄 光秀（やさかた みつひで）
声 - 立花慎之介
17歳　身長175cm　10月17日生まれ　初期クラスはガンナー。
悟性の帝冠（ごせいのていかん）の保持者。
九条遼と同じ高校に通う同級生であり親友。空気を読むのが得意で社交的な明るい性格。南木小春とは生まれた時からの幼馴染で家族ぐるみの付き合い。器用で料理や繕い物など多彩な才能を発揮。亡くなった祖父に可愛がられて育ったおじいちゃん子であり、名前も戦国武将にちなんで名付けられた。祖父の影響により始めたエアピストルが特技で全国2位の実力者。轟なめろうからはその才能を仕事で活かさないか、と裏社会への道を誘われるが必死に断っている。自分が目立つことよりも誰かの力になることを望んでおり、仲間全員で地球に帰りたいと願っている。
逢祇 恋（おおがみ れん）
声 - 代永翼
16歳　身長153cm　11月7日生まれ　初期クラスはフリーズ・マギ。
呼応の左腕（こおうのさわん）の保持者。
眼鏡に着ぐるみのような衣装で変わり者扱いされるが、逢祇財閥の御曹司。その特殊な生い立ちのせいか友人に恵まれず、自分をボンボンと卑下し独りでいることが多い。とはいえ、それを特に悲観しておらず、女子好きでなにかとコミュニケーションを図りたがる。本人はいたってマイペースかつ周囲の噂もまったく気にしない大らかなで達観した性格だが、過保護な祖父と家庭を顧みない父にその実溺愛されており、「愛情に飢えている」などと勝手な解釈をされていることには辟易している。会話中ネットスラングを多用する自他共に認めるオタク。ユイを残念女子扱いしていたが、ヒーローを愛するもの同士連携ポーズを編み出すなどしてコミュニケーションを図っている。
姫榁 朱雀（ひむろ すざく）
声 - 伊藤静
18歳　身長179cm　8月10日生まれ　初期クラスはテイマー。
抑制の光鎖（よくせいのこうさ）の保持者。
九条遼とは異なる都内の高校に通う3年生。そのスタイルの良さを活かしてモデルのアルバイトもしている。極道家系に産まれたが出生後すぐに現在の義父に預けられカタギとして育てられた為母親を知らない。弟の翔太を案じているが義父とは不仲であり家出を繰り返す不良少女。地球での事故に際してなめろうに庇われたが落盤事故で共に命を落とした。なめろうが何故自分に拘るのか真実を明かされていないが影のように寄り添って護るなめろうに信頼を寄せている。考え方はわりと常識的で将来の夢は結婚してごく普通の幸せな家庭を築くことなのだが、蘭世に打ち明けたところ冗談も過ぎると大笑いされた。
轟 なめろう（とどろき なめろう）
声 - 前野智昭
23歳　身長182cm　4月5日生まれ　初期クラスはバウンサー。
鳴動の穿孔（めいどうのせんこう）の保持者。
仲間内では最年長メンバー。裏社会に生きる男で証拠を残さず仕事をやってのけるプロの殺し屋。極道の女親分である姫榁朱雀の実母から、彼女に悟られぬように朱雀の警護を頼まれており、結果的に彼女とともに異星プロトレクサへやってくることになった。サバイバル技術に長けており冷静沈着で寡黙、一見近寄りがたいが時折茶目っ気のある発言をする。ポーカーフェイスで冷静な遼をリーダーと認め、光秀の才能を高く評価する。「なめろう」という自分の名前が嫌いなのだが、仲間内の呼称はそっちで定着してしまった。高校には通っていないどころか当時日本におらず、戦地にいたという。
蒼鷺 ユイ（みとさぎ ゆい）
声 - 大久保瑠美
20歳　身長160cm　1月18日生まれ　初期クラスはライトニングマギ。
纏う累壁（まとうるいへき）の保持者。
子供大好きの優しい女性。デパートの屋上でヒーローショーに出演中に事故に遭い、ピンク色のコスチュームのまま異星プロトレクサへ召喚される。スタイル抜群で別の意味でのピンク系のお仕事にはスカウトされた経験があり、子供に好かれたいという本人の意志に反して大人の男性の需要が高いことに少々苦悩している。得意のキメポーズがあるなど、男性陣からは「残念美人」扱いされるがまゆらからは「格好いい」と憧れを示されたことで話がどんどん飛躍。彼女の加入イベントでは皆の心の言葉が飛び交う正にコントであり、途中スキップ機能が実装されている。孤児であり孤児院育ち。施設の子供達から「ゆいねーちゃん」と慕われている。慰問にやってきたウルトラライダー十文字隼人というヒーローにより、施設の子供達が笑顔になったことをきっかけにヒーローを志向するようになった。地球での爆発事故で彼女自身は行方不明となったが適切な避難誘導が多くの子供たちの命を救った。
冥寺 閻美（みょうじ えま）
声 - 小清水亜美
20歳　身長151cm　2月22日生まれ　初期クラスはグリムリーパー。
虚無の赫石（きょむのかくせき）の保持者。
冥寺僂人の双子の妹。ゴスロリチックな衣装が特徴的。生まれつき右目が見えなかったが、プロトレクサに来てからヤマトガの力により右目が見えるようになり、世界が大きく広がった。 双子の兄僂人という「感情を欲しがる怪物」の存在により敢えて心を閉ざしていた。プロトレクサ到着後、別れ際の僂人に刺殺される。
口数こそ少なく、不思議ちゃん発言らしいものの妙に的を射ている。性格は正に小悪魔でちゃっかり者。仲間たちを淡々とした物言いでからかう一面もあり感情を表に出さない代わりに遊び心を欠かさない。
冥寺 僂人（みょうじ かがと）
声 - 中村悠一
20歳　身長180cm　2月22日生まれ　初期クラスはベルセルク。
万象砕く顎（ばんしょうくだくあぎと）の保持者。
冥寺閻美の双子の兄。丁寧な言動で紳士的に振る舞う。生まれつき重度の人格障害で感情がない。このため他人の持つ感情に執着して様々な事件を起こし、地球においては霧谷の「怒りの感情」を引き出すために彼のチームの仲間達を全員殺害した。事故で護送中に行方不明となる。
プロトレクサに来たことで欠けていた感情を取り戻し、かえって冷静さを失い混乱。行動を共にしないと宣言した閻美を刺殺してゼノビアらに合流した。自身の頭痛やプロトレクサへの召喚を女神の仕業だとしアマツメや遼と敵対する。通常攻略によるゲームクリアでは仲間にならない。クリア後に条件を満たすことで仲間になる。
ボツカナタ
声 - 逢坂良太
製作段階でボツにされた初期プロットの遼。通常攻略エンディング後のクリアデータから登場、加入する。固定クラスはフェンサー。遼と同様に『照臨の右腕』を発動させられる。
遼たちに『真の主人公』の座をかけて4度も戦いを挑んでくるのだが、負けては捨て台詞を吐いたり、泣き出したボツランゼを慰めたりととにかく遼とは性格が違う。
ボツランゼ
声 - 遠藤綾
製作段階でボツにされた初期プロットの蘭世。固定クラスはランサー。蘭世と同様に『摂理の鵬翼』を発動させられる。
イラストでは蘭世に比べて卑屈な顔立ちでキャラクターはボツカナタ同様の黒い制服とロングヘアが特徴。性格はやはり自己中心的で威勢だけはいいが発言内容はネガティブ。蘭世とは声以外似ても似つかない。

### その他のキャラクター
アマツメ
声 - 井上喜久子
プロトレクサを守護する女神で、ヤマトガを封じ、地球人12人をプロトレクサに召喚した張本人。当初は情緒に乏しくシステム管理者という面が際立ち、機械的な存在だった。だが、システムを復興させるためのエネルギー回復のため遼たちの存在結晶を吸収するうちに人間の心に影響されていく。
アマツメが全ての鍵は遼にかかっていると発言している通り、結末は遼が握っている。
ヤマトガ
声 - 子安武人
アマツメによって倒され魂を12個に分断され、放逐された邪神。自らの魂の回収、復活の為プロトレクサに召喚された遼たちに戦闘因子ゼノファクターと不死の力を与える。遼の右手に本体を宿している為行動の決定権は持っていない。愉快主義者で面白ければなんでもいいという些か乱暴な考えの持ち主で敵味方の概念も曖昧、自身を封じたアマツメに協力を求める一方でゼノビアにも封印以前と変わらぬ態度で接する。性格的に真面目すぎる遼、アマツメとはなにかとソリが合わない。
ゼノビア
声 - 山崎和佳奈
全宇宙を彷徨い魂を喰らう者シャサールの真祖。同族内でも知性が非常に高く、それ故にシャサール内でも孤高の存在。敵でありながらヤマトガの強さに惚れ込み、彼に自らの存在結晶を委ねた。その結果ヤマトガが邪神化した。
冷徹なシステムであるアマツメにより種の存続を脅かされ滅びの道を覚悟していたが、ヤマトガとの戦いによるアマツメの弱体化で彼女を倒せる可能性が生じたことで、種の存亡を掛けた戦いの道を選択する。

## 登場用語
プロトレクサ
超文明人の手によって建造された、直径・質量不明の人工惑星。
当初は中央の塔（全長不明）と、その周囲の構造物（素材不明）のみであった。
地球とよく似た大気層があるため、快適に過ごせる。
イセリアルブリゲイド
「超文明の開拓者」を指す。
かつて存在し、数多くの探索隊を全宇宙に派遣していた。
アストラルフィラメント
「魂の移動ルート」を指す。
超文明人が異常な科学力を保有していたのは、魂や霊のシステムを解明していたことに起因する。
彼らによると、全宇宙の真理は輪廻転生に近いという。
魂は特定の星に属せず、肉体の死後、全宇宙に張り巡らされたアストラルフィラメントを通って全く別の星にたどり着く。そこで魂は再び肉体を得る。
レディウムシステム（REDIUM-System）
超文明人が構築した、アストラルフィラメントを意図的に繋ぎ変えて、任意の場所に魂を送る技術。
再生（Reincarnation）、運命（Destiny）、不滅（Immortality）、再会（Reunion）、記憶（Memories）からそれぞれ文字を取った造語。
存在結晶
レディウムシステムの根幹を成す特殊な鉱物。
宇宙空間を漂う残留思念が結晶化したもの。
ゼノファクター（XENO-Factor）
「戦闘因子」を指す。
防衛本能や生存本能に刺激を与えることで発現する力。
本人の意志とは関係なく、限界を超えた戦闘能力を発揮できるようになる。
アストラ
全宇宙そのものを成す力の総称。
科学や魔法、戦闘因子はアストラの一区分にすぎない。

## スタッフ
- プロデューサー：齊藤祐一郎
- R&Dリードプログラマー：五反田義治
- ディレクター・シナリオ：則本真樹
- キャラクターデザイン：箕星太朗
- 音楽：桜庭統
- オープニングテーマソング：TETSUYA「Make a Wish」 / EMI Records
- エンディングテーマソング：TETSUYA「Time goes on 〜泡のように〜」 / EMI Records